# Chytrý a chytřejší
Chytrý a chytřejší (v anglickém originále Smart & Smarter) je 13. díl 15. řady (celkem 326.) amerického animovaného seriálu Simpsonovi. Scénář napsala Carolyn Omineová a díl režíroval Steven Dean Moore. V USA měl premiéru dne 22. února 2004 na stanici Fox Broadcasting Company a v Česku byl poprvé vysílán 2. prosince 2006 na stanici ČT2.

## Děj
Rodina navštíví Wickerbottomovu mateřskou školu, kam Apu a Manjula posílají dvě ze svých osmerčat. Homer a Marge si promluví s doktorem Dlahou o přijetí a rozhodnou se, že tam půjde Maggie. Maggie však při úvodním vyšetření neuspěje, protože neumí mluvit, až Líza objeví některé rysy inteligence. Po druhém screeningu Henry Maggie přijme. Výsledky ukazují, že Maggie je nejen geniální, ale její IQ 167 je vyšší než Lízino IQ 159. Maggie je také schopna se naučit, jak se chovat. Líza už není považována za „tu chytřejší“ z rodiny Simpsonových, což ji velmi mrzí. Líza se snaží všem dokázat, že je chytřejší než Maggie, a učí Maggie nepravdivé informace. Marge, která si to uvědomí, jí však vyčte, že se snaží sabotovat sestřino vzdělání a že pokud to tak skutečně cítí, neměla by být své sestře vzorem. 
Líza se zlomeným srdcem odejde z domu a schová se v přírodovědném muzeu, kde ji Homer a Marge nemají šanci najít, dokud tam náčelník Wiggum, Lou a Eddie nenajdou její věci. Rodina se vydá do expozice lidských těl, ale Maggie omylem stiskne tlačítko, které způsobí, že velký model lidského těla spolkne Homera, Marge a Barta. Maggie mačká mnoho tlačítek, až nakonec stiskne tlačítko evakuace, podle vizuální nápovědy od omlouvající se Lízy. 
Poté, co se rodina vrátí domů a diví se, proč Maggie nezmáčkla červené tlačítko jako první, přijde Henry a oznámí rodině, že Maggie už není ve škole vítána. Rodina se podívá na videozáznam Maggiina konkurzu a ukáže se, že Líza jí ukazovala odpovědi, čehož si Líza není vědoma, ale je vysvětleno, že napovídala podvědomě. Henry začne Maggie kritizovat, což vede rozzuřeného Homera k tomu, že ho začne mlátit, zatímco Henry kritizuje jeho údery, dokud není v bezvědomí. 
Nakonec Líza Maggie ujistí, že jí je jedno, co si o ní ostatní myslí, a že je pro ni geniální. Maggie však začne hrát na Lízin saxofon, čímž projeví další známku inteligence. Šokovaná Líza si saxofon vezme zpět a řekne jí, že „není pro děti“. 
V titulcích Simon Cowell kritizuje všechny, kteří na dílu pracovali. 

## Kulturní odkazy
Název epizody je odkazem na film Blbý a blbější. Ve scéně, kdy se Líze zdá o tom, že je dospělejší, se objevuje parodie na film Co se vlastně stalo s Baby Jane? Scéna, ve které Marge dává Líze napsáno „Jsi Líza Simpsonová!“, je odkazem na díl 2. řady Lízin let do nebe. Dalším odkazem na tento díl je Homerovo oznámení o „pohřešované dívce“, na němž je napsáno „Pivo zdarma. Teď jsem získal vaši pozornost.“. V Líziném letu do nebe je místo toho nápis „Sex. Teď jsem získal vaši pozornost.“. 
Odhalení, že Maggie je chytrá jen proto, že viděla Líziny odpovědi, je podobné případu Chytrého Hanse na přelomu století. To, že Líza zůstane v muzeu, když uteče z domova, je odkaz na knihu From the Mixed-Up Files of Mrs. Basil E. Frankweiler. Když Henry nazve Maggie „mým tichým Američanem“, jde o odkaz na román Tichý Američan. 
V epizodě byly použity písně „Moon River“ a „Who's That Girl“.

## Přijetí
Ve Spojených státech díl během premiéry sledovalo 12,6 milionu diváků.
Colin Jacobson z DVD Movie Guide k dílu uvedl: „Seriál se v minulosti zabýval Lízinou intelektuální nejistotou, zejména v 6. řadě v díle Lízina rivalka. Chytřejší se jí sice nevyrovná, ale i tak jde o poměrně pozitivní díl. Stává se vzácnou, solidní epizodou založenou na Líze, která funguje od začátku do konce.“.
Server Simbasible uvedl, že díl Chytrý a chytřejší „je rozhodně známý. Lízino sebevědomí jsme viděli otřásat se už v předchozích epizodách, ale díky zapojení Maggie je to natolik jiné, že to přesto bylo hvězdné.“
Server Screen Rant díl umístil na deváté místo seznamu 10 nejlepších Maggiíných epizod.